# 1887 na ciência

## Nascimentos
| Data        | Nome                         | Profissão               | Nacionalidade | Observações | Ref                           |
| ----------- | ---------------------------- | ----------------------- | ------------- | --- | ----------------------------- |
| 21 de junho | Norman Levi Bowen            | geólogo e mineralogista | Canadá        | m. 1956 Medalha Bigsby 1931 Medalha Penrose 1941 Medalha Willet G. Miller 1943 Medalha Roebling 1950 Medalha Wollaston 1950                                     | [ 1 ] [ 2 ] [ 3 ] [ 4 ] [ 5 ] |
| 30 de julho | Felix Andries Vening Meinesz | geofísico e geodesista  | Países Baixos | m. 1966 Medalha Howard N. Potts 1936 Medalha Penrose 1945 Medalha William Bowie 1947 Medalha Alexander Agassiz 1947 Prémio Vetlesen 1962 Medalha Wollaston 1963 | [ 2 ] [ 6 ] [ 5 ]             |

## Mortes
| Data        | Nome                         | Profissão              | Nacionalidade                      | Observações                                        | Ref   |
| ----------- | ---------------------------- | ---------------------- | ---------------------------------- | -------------------------------------------------- | ----- |
| 2 de maio   | Bernhard Studer              | geólogo                | Suíça                              | n. 1794 Medalha Wollaston 1879                     | [ 5 ] |
| 16 de julho | Laurent-Guillaume de Koninck | paleontólogo e químico | Primeiro Império Francês (Bélgica) | n. 1809 Medalha Wollaston 1875 Medalha Clarke 1886 | [ 5 ] |

## Prémios
Medalha Bigsby
- Charles Lapworth[1]

Medalha Copley
- Joseph Dalton Hooker[7]